# Gouverneur de Malte
Le gouverneur de Malte (Governor of Malta) est le représentant à Malte de la Couronne britannique de 1813 à 1964. De 1799 à 1813, pendant les guerres napoléoniennes, Malte est administré par un commissaire civil (Civil Commissioner of Malta). Après l'indépendance en 1964, le poste est remplacé par celui de gouverneur général de Malte.

## Commissaires civils de Malte (1799-1813)
- Amiral Sir Alexander Ball (9 février 1799 - février 1801)
- General Sir Henry Pigot (février 1801 - juillet 1801)
- Charles Cameron (juillet 1801 - 1802)
- Amiral Sir Alexander Ball (1802 - 25 octobre 1809)
- Sir Hildebrand Oakes (1810 - 23 juillet 1813 démission pendant l'épidémie de peste)

## Gouverneurs de Malte (1813-1964)
- Lieut.-General Sir Thomas Maitland (1813 - 17 janvier 1824)
- General Francis Rawdon-Hastings (22 mars 1824 - 28 novembre 1826)
  - Sir Alexander George Woodford (intérim) (28 novembre 1826 - 15 février 1827)
- Major-General Sir Frederick Cavendish Ponsonby (15 février 1827 - 30 septembre 1836)
  - George Cardew (intérim) (mai 1835 - 4 juillet 1836)
  - Lieut.-General Thomas Evans (intérim) (4 juillet 1836 - 30 septembre 1836)
- Lieut.-General Sir Henry Bouverie (1er octobre 1836 - 1843)
- Lieut.-General Sir Patrick Stuart (1843 - octobre 1847)
- Right Honourable Richard More O'Ferrall (octobre 1847 - 13 mai 1851
  - Lt. General Robert Ellice (intérim) (13 mai 1851 - 27 octobre 1851)
- Major-General Sir William Reid (27 octobre 1851 - 1858)
- Lieut-General Sir John Gaspard Le Marchant (1858 - 15 novembre 1864)
- Lieut.-General Sir Henry Knight Storks (15 novembre 1864 - 15 mai 1867)
- General Sir Patrick Grant (15 mai 1867 - 3 juin 1872)
- General Sir Charles Thomas van Straubenzee (3 juin 1872 - 13 mai 1878
- General Sir Arthur Borton (10 juin 1878 - avril 1884)
- General Sir John Lintorn Arabin Simmons (avril 1884 - 28 septembre 1888)
- Lieut.-General Sir Henry D'Oyley Torrens (28 septembre 1888 - 1er décembre 1889)
- Lieut.-General Sir Henry Augustus Smyth (1890 - 1893)
- General Sir Arthur James Lyon Fremantle (1893 - 6 janvier 1899)
- Lieut.-General Francis Grenfell (6 janvier 1899 - 1903)
- General Sir Charles Clarke (1903 - 1907)
- Lieut.-General Sir Henry Fane Grant (1907 - 1909)
- General Sir Leslie Rundle (1909 - février 1915)
- Field-Marshal Paul Sanford Methuen (février 1915 - mai 1919)
- Field-Marshal Lord Plumer (1919 - 1924)
- General Sir Walter Norris Congreve (1924 - 28 février 1927)
- General Sir John Philip Du Cane (en) (28 février 1927 - 1931)
- General Sir David Campbell (juin 1931 - 12 mars 1936)
- General Sir Charles Bonham Carter (12 mars 1936 - 1940)
- General Sir William Dobbie (avril 1940 - 1942)
- Field Marshal the Right Hon. John Vereker, Lord Gort (1942 - 26 septembre 1944)
- Lieut.-General Sir Edmond Schreiber (26 septembre 1944 - 10 juillet 1946)
- Sir Francis Douglas (10 juillet 1946 - 16 septembre 1949)
- Sir Gerald Hallen Creasy (16 septembre 1949 - 3 août 1954)
- Lieut.-General Sir Robert Edward Laycock (3 août 1954 - 13 février 1959
- Admiral Sir Guy Grantham (13 février 1959 - 2 juillet 1962)
- Sir Maurice Henry Dorman (2 juillet 1962 - 21 septembre 1964)